# アウトバーン (曲)
「アウトバーン」（Autobahn）は、クラフトワークが1974年に発表した楽曲。アルバム『アウトバーン』に収録された。シングルカットされ、西ドイツで9位、イギリスで11位、ビルボード・Hot 100で25位を記録。グループにとって最大のヒット作品となった。

## 概要

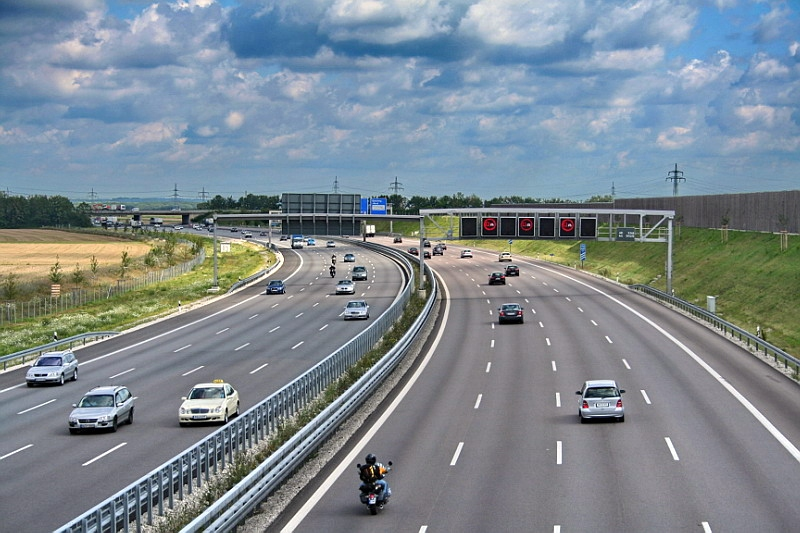
ドイツのアウトバーン（2007年撮影）

1974年初め、クラフトワークはドイツの同時代人たちと同様にミニモーグのシンセサイザーを購入。ファルフィサのリズム・ユニット10、ヴォックス・パーカッション・キングのドラムマシンなども用いてアルバムの制作にとりかかった。レコーディングはデュッセルドルフのクリング・クラング・スタジオと、ケルン郊外の農場に建てられたコニー・プランクのスタジオで行われた。プランクが整えた設備でほとんどの曲が作られた。
アルバムの表題曲「アウトバーン」はラルフ・ヒュッターとフローリアン・シュナイダーによって書かれ、エミール・シュルトが詞を共作した。本作で繰り返されるフレーズ「Wir fahren fahren fahren auf der Autobahn（僕らは高速道路をドライブ、ドライブ、ドライブする）」は音とリズムが、ザ・ビーチ・ボーイズの「ファン・ファン・ファン」と「バーバラ・アン」のリフレインの部分と似通っているが、メンバーのヒュッターやヴォルフガング・フリューアは意図したものではないと述べている。ヒュッターはクラフトワークがビーチ・ボーイズの影響下にあるバンドであることを認めた上で、『モジョ』誌上でこうコメントしている。「今から100年後、もし人々が60年代のカリフォルニアがどういうものだったか知りたいと思ったら、彼らはビーチ・ボーイズのシングルを聴きさえすればよい」
1974年11月、アルバム『アウトバーン』が発売。本作はA面にまるごと収録された。曲の長さは22分43秒。グループは同じ年にこれを3分28秒に縮めてシングルとして発売した。B面には「朝の散歩」が収録された。
動きがあったのは米国だった。初めにシカゴのラジオ局が本作の輸入盤のシングルをそのままラジオにかけた。続いてニュージャージー州のジェム・レコードが大量にアルバムとシングルを輸入し、イギリスのレコード会社であるヴァーティゴが米国での配給元となるきっかけをつくった。1975年2月、米国でシングルが発売。同年5月3日付のビルボード・Hot 100で25位を記録し、同日付のBillboard 200でアルバム『アウトバーン』は5位を記録した。シングルは西ドイツで9位、イギリスで11位、オーストリアで15位、カナダで12位、ニュージーランドで4位を記録した。